# Saccopteryx leptura
Saccoptère commun
Espèce
Statut de conservation UICN

 LC  : Préoccupation mineure
Répartition géographique
Saccopteryx leptura, qui a pour nom commun Saccoptère commun, est une espèce sud-américaine de chauves-souris de la famille des Emballonuridae.

## Description
Saccopteryx leptura est une petite chauve-souris, avec une longueur de tête et de corps entre 38 et 51 mm, une longueur d'avant-bras entre 37 et 43 mm, une longueur de queue entre 9 et 19 mm, une longueur de pied entre 6 et 10 mm, la longueur des oreilles entre 12 et 15 mm et une poids jusqu'à 6 g.
La fourrure est douce, dense et s'étend sur les membranes des ailes jusqu'aux coudes et aux genoux. Les parties dorsales sont brun foncé, avec deux bandes blanchâtres s'étendant des épaules à la croupe, tandis que les parties ventrales sont légèrement plus claires. Le museau est pointu, la lèvre supérieure dépassant légèrement la lèvre inférieure, les narines sont rapprochées, ouvertes frontalement et séparées par un sillon vertical. Les yeux sont relativement grands. Les oreilles sont courtes, étroites, bien séparées, arrondies, tournées vers l'arrière et avec un concave sur le bord extérieur juste en dessous de la pointe arrondie. Le tragus est étroit, droit, avec une pointe arrondie et un petit lobe triangulaire à la base postérieure. Les membranes alaires sont brun noirâtre et attachées en arrière sur les chevilles.
Saccopteryx leptura possède également une glande odorante caractéristique entre l'avant-bras et le premier métacarpien. La glande s'ouvre sur la partie dorsale de l'aile. Cette ouverture est plus grande chez les mâles que chez les femelles. Cette espèce est sexuellement dimorphe, la femelle étant plus grande que le mâle. La queue est longue et dépasse de la membrane interfémorale environ la moitié de sa longueur. Le calcar est long.
La Saccoptère commun est caractérisé par des rayures blanches qui courent longitudinalement sur son dos en commençant aux épaules. Son pelage est généralement brun. Elle ressemble en apparence à Rhynchonycteris naso mais est légèrement plus petit et avec une fourrure plus claire. De plus, R. naso a une fourrure blanche sur son antébrachium, contrairement à S. leptura.
Il émet des ultrasons sous forme d'impulsions à une fréquence de 45 à 95 kHz avec une énergie maximale à 55 à 60 kHz.

## Répartition
Saccopteryx leptura est indigène du Nord de l'Amérique du Sud ainsi que de certaines parties de l'Amérique centrale : l'État mexicain du Chiapas, Belize, Guatemala, Honduras, Salvador, Nicaragua, Costa Rica, Panama, Colombie, Venezuela, Guyana, Suriname, Guyane, l'Est de l'Équateur et du Pérou, Brésil, le Nord de la Bolivie et sur les îles de Margarita et Trinidad.
La plupart des chauves-souris de cette espèce se situent dans des zones à basse altitude, mais peuvent exister dans des zones jusqu'à 500 m d'altitude.

## Comportement

### Habitat
Le Saccoptère commun se trouve dans les zones fortement boisées et se perche généralement dans les arbres, les creux et les jonctions de grosses branches avec des troncs. Il préfère les zones ouvertes pour se percher et bien qu'il préfère les arbres, il se perche également à l'intérieur des bâtiments. Il ne semble pas de préférence pour le type d'arbre, mais il gravite vers les zones à forte canopée. Il n'a pas besoin de se percher près d'un plan d'eau.
Lorsqu'elles se perchent, les chauves-souris forment généralement de petits groupes allant de cinq à quinze individus, bien que l'on trouve des mâles solitaires. Il s'agit généralement d'un couple d'adultes avec leurs petits. Il peut y avoir plusieurs groupes dans le même arbre.
Saccopteryx leptura partage des sites avec différentes espèces de chauves-souris, dont Saccopteryx bilineata, Micronycteris megalotis, Micronycteris  minuta, Micronycteris hirsuta, Carollia perspicillata, Vampyrops helleri, Artibeus jamaicensis, Artibeus lituratus, Uroderma bilobatum et Molossus major.

### Alimentation
Le Saccoptère commun se nourrit principalement d'insectes aériens, essentiellement de l'ordre des hyménoptères. Il se nourrit dans les zones sous la canopée des arbres et utilise l'écholocation pour chasser les insectes volants. Les chauves-souris ne changent pas leur fréquence d'appel ou la taille de leur bouche lorsqu'elles utilisent l'écholocation pendant la chasse.
L'activité prédatrice commence tôt le soir et se déroule sous la canopée forestière, pour ensuite se déplacer au-dessus de celle-ci lorsque l'obscurité arrive.
Chaque groupe défend son territoire de chasse contre ses voisins. Les chauves-souris femelles défendent leurs zones d'alimentation, mais pas les mâles. Ils changent sinon de territoire.

### Reproduction
On pense que les chauves-souris sont généralement monogames. Les femelles ne produisent généralement qu'un ou deux petits par an, au plus fort de la saison des pluies en mai puis entre octobre et novembre. Les jeunes ne peuvent pas voler pendant environ les douze premiers jours après la naissance et sont pris en charge par la femelle jusqu'à 18 mois.

## Systématique
Le nom valide complet (avec auteur) de ce taxon est Saccopteryx leptura (Schreber, 1774).
L'espèce a été initialement classée dans le genre Vespertilio sous le protonyme Vespertilio lepturus Schreber, 1774.
Saccopteryx leptura a pour synonyme :
- Vespertilio lepturus Schreber, 1774